# Demonax fimbriatulus
Demonax fimbriatulus là một loài bọ cánh cứng trong họ Cerambycidae.